# Los Castillejos Volcánicos de La Bienvenida
Pour les articles homonymes, voir Bienvenida.
 (juillet 2025).
Los castillejos volcánicos (cheminées volcaniques) de La Bienvenida est une zone de caractère volcanique de l'intérieur de la péninsule ibérique. Elle se trouve sur le territoire communal d'Almodóvar del Campo, dans la province de Ciudad Real. Elle a le statut de monument naturel.

## Description
La zone est située sur le territoire communal d'Almodóvar del Campo, dans la province de Ciudad Real, communauté autonome de Castille-La Manche.
Ce lieu constitue un des meilleurs exemples de cheminées volcaniques associées avec des laves dans la province volcanique du Campo de Calatrava. La zone volcanique est définie par une fissure éruptive d'un kilomètre de long, d'où ont surgi trois centres éruptifs ("cheminées"), qui s'élèvent plusieurs dizaines de mètres au-dessus des ardoises dans lesquelles ils sont emboîtés, et par une coulée qui a surgi du conduit principal, à l'extrême nord-ouest de l'espace naturel.
Sur le plan pétrologique, l'ensemble volcanique est de composition mélilitique, avec des roches noires dans lesquelles on observe la présence d'olivine avec des phénocristaux, dans une matrice microcristalline d'augite, néphéline et opaques. L'espace offre également un intérêt sur le plan de la faune, car il s'agit d'une zone très fréquentée par des espèces protégées de rapaces (vautour moine, vautour fauve, aigle royal, milan royal). Le lieu a obtenu le statut de Monument Naturel le 5 octobre 1999, par un arrêté publié au Journal Officiel de Castille-La Manche le 8 octobre 1999.
Dans le centre volcanique du sud-est, se trouve un gisement archéologique d'un village romain du nom de Sisapo, avec des restes pré-romains, déclaré BIC. Il est situé à La Bienvenida, sur la commune d'Almodovar del Campo.